# Серия Пикеринга
Серия Пикеринга или серия Пикеринга-Фаулера — серия из трёх спектральных линий однократно ионизованного гелия, обычно обнаруживаемая среди линий поглощения в спектрах горячих звёзд типа звёзд Вольфа — Райе. Название серия получила в честь Эдварда Чарльза Пикеринга и Альфреда Фаулера. Линии возникают при переходах с более высокого уровня энергии электрона на уровень с главным квантовым числом n = 4. Линии соответствуют длинам волн
- 4551 Å (с n = 9 на n = 4),
- 5411 Å (с n = 7 на n = 4),
- 10123 Å (с n = 5 на n = 4).

Переходы из состояний с n = 6 и n = 8 перекрываются с сериями линий водорода и не видны в спектрах звёзд.

## История
В 1896 году Э. Ч. Пикеринг опубликовал данные о неизвестных до этого линиях в спектре ζ Кормы. Пикеринг приписал наблюдательные данные новой форме водорода с полуцелыми переходными уровнями. А. Фаулер смог получить подобные линии в водородно-гелиевой смеси в 1912 году и он поддержал выводы Пикеринга о происхождении линий. Нильс Бор, тем не менее, включил анализ данной серии линий в свою "трилогию" о структуре атомов и пришёл к выводу, что Пикеринг и Фаулер ошибались, а сами линии возникают в ионизованном гелии, He+. Фаулер первоначально скептически отнёсся к выводам Бора, но затем признал правоту Бора, и к 1915 году "спектроскописты отнесли серию Пикеринга к линиям гелия.". Теоретическая работа Бора о серии Пикеринга показала необходимость "пересмотра тех вопросов, которые ранее считались решёнными в рамках классических теорий" и представила подтверждение теории Бора о структуре атома.